# Allein (Comic)
Allein (Originaltitel: Seuls) ist ein französischer Comic im Funny-Stil, der sich dem Mystery-Genre zuordnen lässt. Die Handlungen werden von Fabien Vehlmann erdacht, die Zeichnungen fertigt Bruno Gazzotti an. Die Grundidee ist aus dem Roman Herr der Fliegen entliehen, ansonsten bestehen jedoch keine weiteren Gemeinsamkeiten. Die Serie erscheint seit Anfang 2006 in Spirou. Ein deutscher Vorabdruck der ersten beiden Bände erfolgte ab Juni 2006 in Zack. Seit 2008 erscheinen bei Piredda die Comicalben in deutscher Sprache.
Bisher sind in der deutschen Übersetzung 13 Bände erschienen. Die ersten fünf Bände umfassen den ersten Zyklus. Der zweite Zyklus schließt mit dem im September 2016 erschienenen neunten Band ab. Die Bände 10 bis 13 bilden den dritten Zyklus. Die Serie ist auf insgesamt 22 Bände angelegt.
Obwohl die Serie für Kinder ab 10 Jahren empfohlen wird und der erste Band sogar 2009 in Fix und Foxi abgedruckt wurde, ist die Serie nur bedingt für Kinder geeignet. In den späteren Bänden fließt viel Blut, die Stimmung ist teilweise sehr bedrückend und für Kinder möglicherweise zu beängstigend. 
Im Herbst 2016 wurde mit einem Teaser eine Verfilmung angekündigt, die seit dem 8. Februar 2017 in den französischen Kinos zu sehen ist. Regie führte David Moreau.

## Handlung
In der fiktiven französischen Stadt Fortville, die von Paris inspiriert ist, verschwinden über Nacht alle Erwachsenen und die meisten Kinder spurlos. Die fünf Kinder Dodji (10), Leila (12), Yvan (9), Camilla (8) und Terry (5) sind damit von heute auf morgen auf sich allein gestellt. Sie schließen sich zu einer Kleingruppe zusammen und machen sich auf die Suche nach anderen Menschen, treffen stattdessen jedoch nur auf wilde Tiere, die aus einem Zirkus entflohen sind, darunter Nashörner und ein weißer Tiger.
Im weiteren Verlauf der Handlung trifft die Gruppe in einem Vergnügungspark auf andere Kinder, von denen einige mit nach Fortville kommen. Dort entdecken sie eine Zone, vor der die wilden Tiere sich fürchten und aus deren Mitte eine geheimnisvolle schwarze Säule emporragt.

## Alben

### 1. Zyklus
- 1 Verschwunden! (La Disparition, 2006)
- 2 Der Herr der Messer (Le Maître des couteaux, 2007)
- 3 Der Haifisch-Clan (Le Clan du requin, 2008)
- 4 Die roten Hügel (Les Cairns rouges, 2009)
- 5 Im Herzen des Maelström (Au cœur du Maelstrom, 2010)

### 2. Zyklus
- 6 Die Dimension Viereinhalb (La Quatrième Dimension et demie, 2011)
- 7 Das untere Terrain (Les Terres basses, 2012)
- 8 Die Arenen (Les Arènes, 2013)
- 9 Das Mitternachtskind? (Avant l'Enfant-Minuit, 2015)

### 3. Zyklus
- 10 Die Entsterbemaschine (La Machine à démourir, 2017)
- 11 Die nächtlichen Nagler (Les cloueurs de nuit, 2019)
- 12 Die Aufständischen von Neosalem (Les révoltés de Néosalem, 2020)
- 13 Die getigerten Seelen (Les Âmes tigrées, 2021)

### 4. Zyklus
- 14 Die Beschützer (Les Protecteurs, 2024)
- 15 Das Hotel am Rande der Welt (L'hôtel au bord du monde, 2025)